# گلووا
گلووا (به ترکی استانبولی: Gölova، به کردی: Axvanîs، به ارمنی: Աղավնիս) یک منطقهٔ مسکونی در ترکیه است که در استان سیواس واقع شده‌است. گلووا ۱٬۳۴۲ متر بالاتر از سطح دریا واقع شده‌است.